# AOC Alsace
Alsace es una Appellation d'Origine Contrôlée (AOC) de vinos realizados en la región vinícola de Alsacia en Francia.
A diferencia de la mayor parte del resto de regiones vinícolas de Francia, sólo hay una denominación AOC para la mayor parte de los vinos que se hacen en toda Alsacia. Otras regiones vinícolas francesas tienen numerosas denominaciones dentro de ellas, a menudo designando una ciudad en particular o, incluso, un pago concreto de un pueblo. Los vinos de la AOC Alsace se venden a menudo con una de las etiquetas varietales o denominaciones semejantes que se permiten bajo las normas de la AOC, por ejemplo, «AOC Alsace Riesling» (si lleva uva riesling) o «AOC Alsace Gewurztraminer» (si estuviera hecha con gewürztraminer). El algún caso, un lieu dit, el nombre de un viñedo o pago, también se muestra en la botella. Ni las etiquetas varietales o los lieux dits son denominaciones separadas; todas llevan "Appellation Alsace Contrôlée" en la etiqueta.
La denominación AOC Alsace Grand Cru no se creó hasta 1975.